# Коломина, Елена Владимировна
Елена Коломина (род. 24 января 1981 года, Лениногорск, Восточно-Казахстанская область, Казахская ССР) — казахстанская лыжница, участница двух Олимпиад, четырёхкратная чемпионка Азиатских игр, призёрка Универсиад. Универсал, одинаково успешно выступает как в спринтерских так и в дистанционных гонках. Мастер спорта Республики Казахстан международного класса

## Карьера
В Кубке мира Коломина дебютировала в 2000 году, в ноябре 2003 года впервые попала в десятку лучших на этапах Кубка мира, в эстафете. Всего на сегодняшний момент имеет 15 попадания в десятку лучших на этапах Кубка мира, 13 в командных соревнованиях и 2 в личных. Лучшим достижением Коломиной в общем итоговом зачёте Кубка мира является 47-е место в сезоне 2009-10.
На Олимпиаде-2006 в Турине показала следующие результаты: дуатлон 7,5+7,5 км — 25-е место, командный спринт — 9 место, спринт - 38-е место, масс-старт 30 км — 19-е место, эстафета — 13 место.
На Олимпиаде-2010 в Ванкувере стала 27-й в гонке на 10 км коньком, 36-й в спринте, 11-й в командном спринте, 28-й в дуатлоне, 33-й в масс-старте на 30 км и 9-й в эстафете.
За свою карьеру принимала участие в пяти чемпионатах мира, лучший результат 4-е место в эстафете на чемпионате мира-2003, а в личных соревнованиях 21-е место в спринте на чемпионате мира-2001.
Использует лыжи производства фирмы Fischer, ботинки и крепления Salomon.